# ونترسبورگ
ونترسبورگ (به لاتین: Ventersburg) یک شهرک در آفریقای جنوبی است که در Matjhabeng Local Municipality واقع شده‌است.

## خصوصیات
ونترسبورگ ۵٫۲ کیلومترمربع مساحت و ۱۱٬۲۶۰ نفر جمعیت دارد.